# U-Bahnhof Forstenrieder Allee
Der U-Bahnhof Forstenrieder Allee ist ein Bahnhof der Münchner U-Bahn und wurde am 28. Oktober 1989 eröffnet.
Der Bahnhof war bis 1991 der Endpunkt der U3. Er liegt östlich der Kreuzung Züricher Straße/Forstenrieder Allee und verläuft im Wesentlichen unterhalb der Züricher Straße. Die Hintergleiswände bestehen aus grün bemalten Beton, an dem Bilder von Helmut Pfeuffer hängen, die in Dreiergruppen Landschaftsmotive darstellen. Die Säulen in der Mitte sind mit weißen Fliesen sowie an den Ecken mit Aluminiumstreifen verkleidet. Die Decke ist wie bei den anderen 1989 eröffneten Bahnhöfen als Baldachin aus Blechpaneelen ausgeführt, unter denen sich die zwei Lichtbänder befinden, die den mit Isarkiesel-Motiv ausgelegten Bahnsteig beleuchten. Am westlichen Ende ist über ein Sperrengeschoss die Kreuzung und die Knöpflerstraße zu erreichen. Am östlichen Ende gelangt man, ebenfalls über ein Sperrengeschoss, an der Züricher Straße an die Oberfläche.

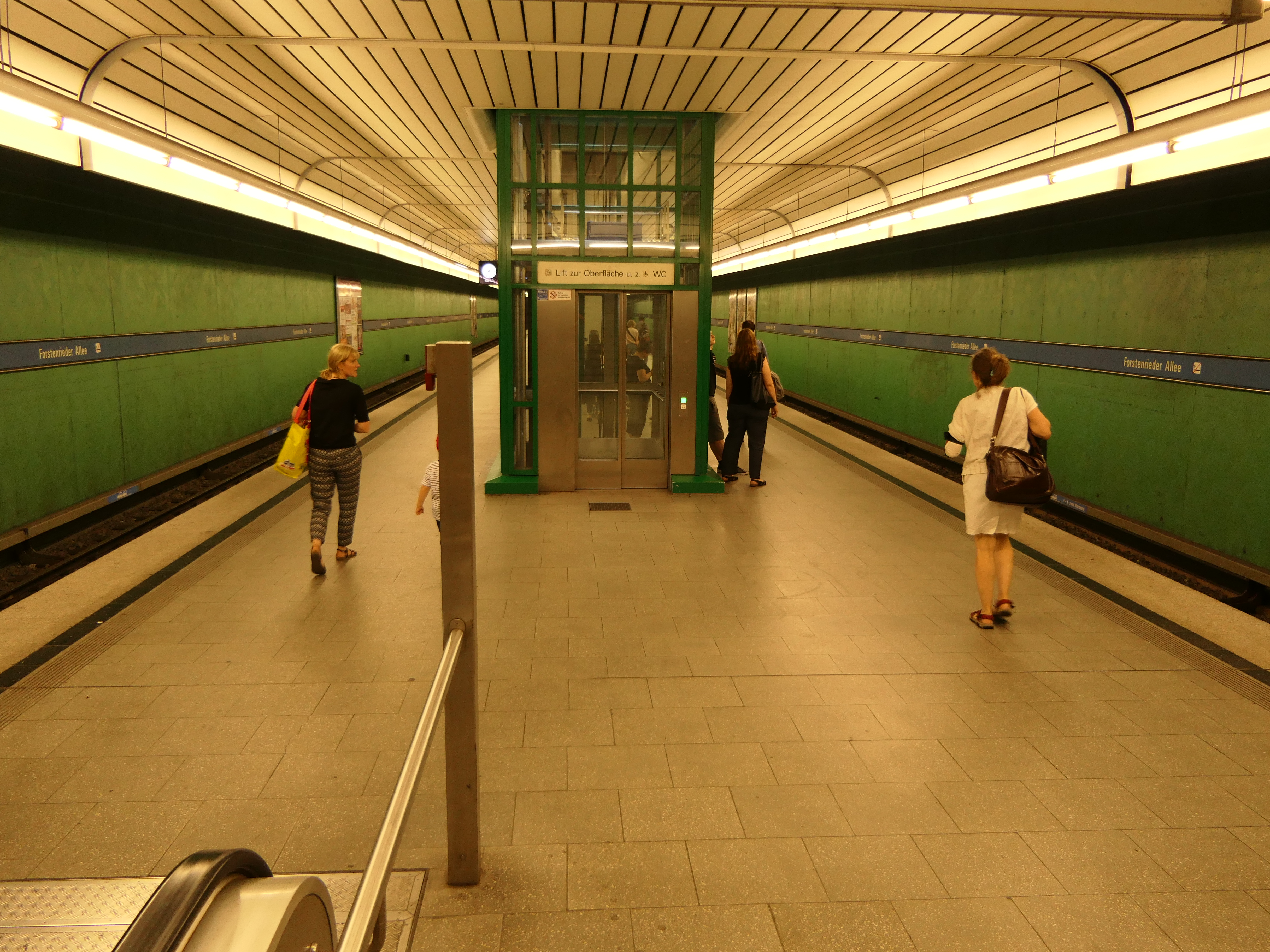
Bahnsteigebene mit Aufzug
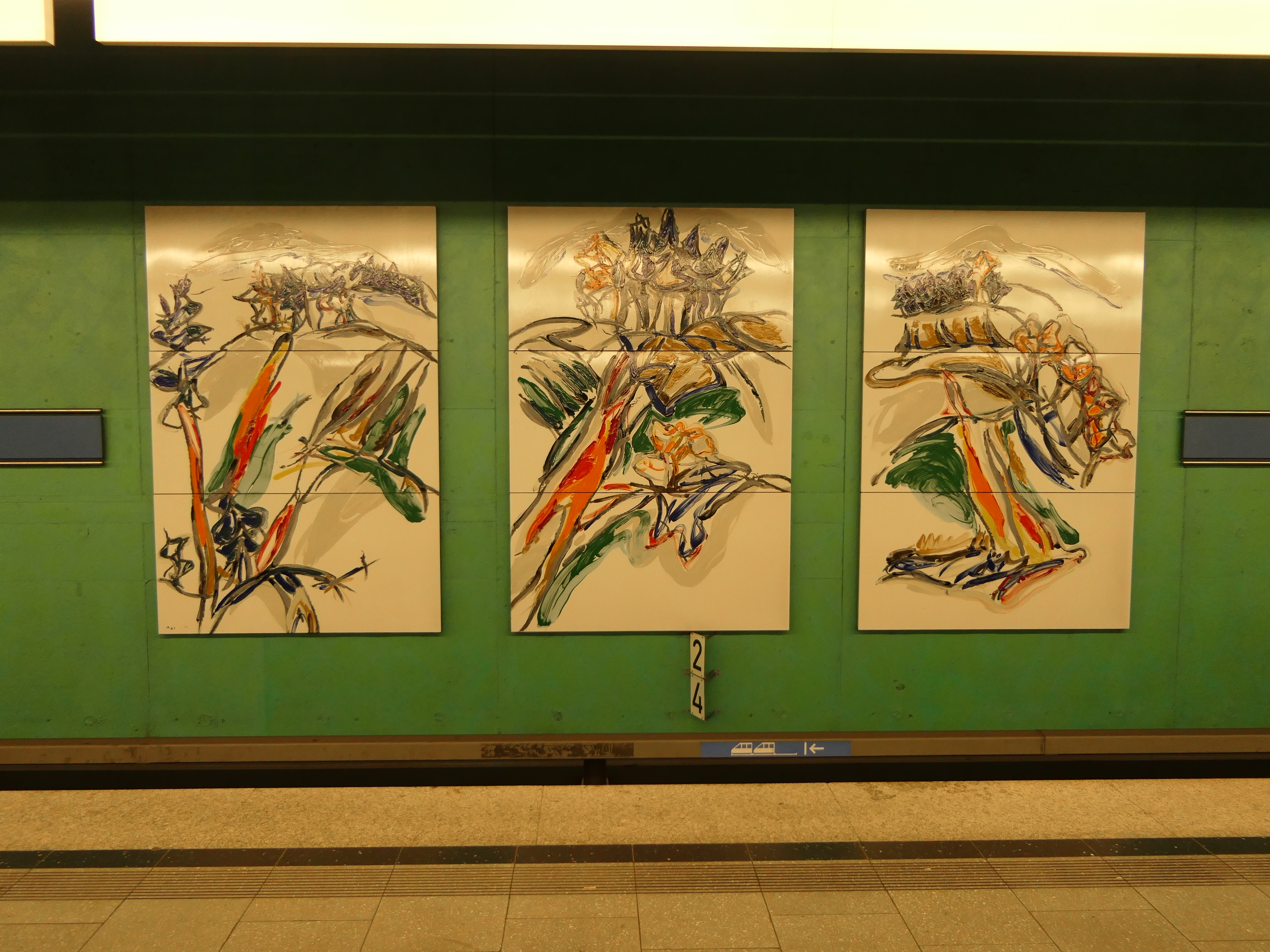
Bilder von Helmut Pfeuffer
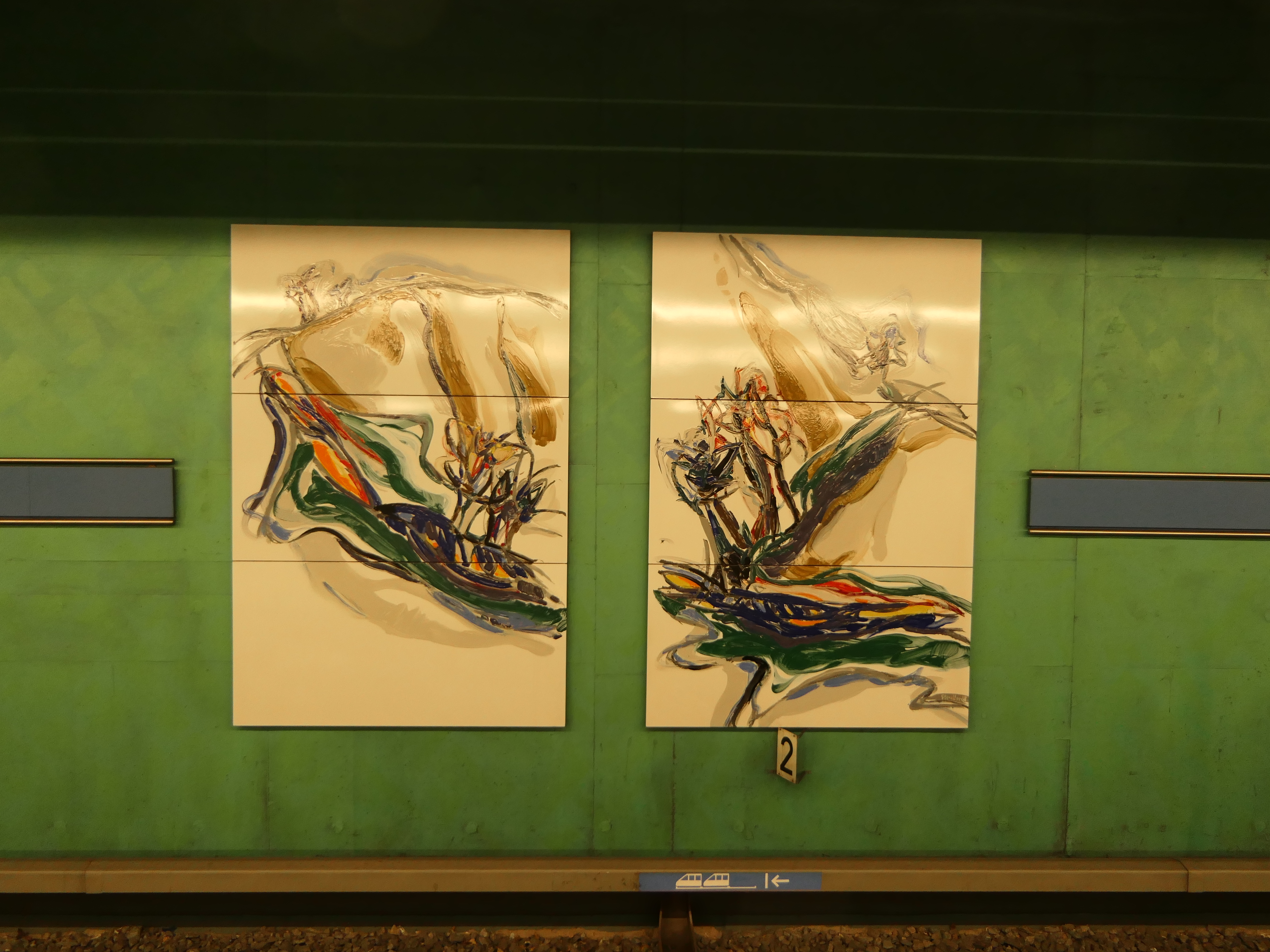
Weitere Bilder von Helmut Pfeuffer
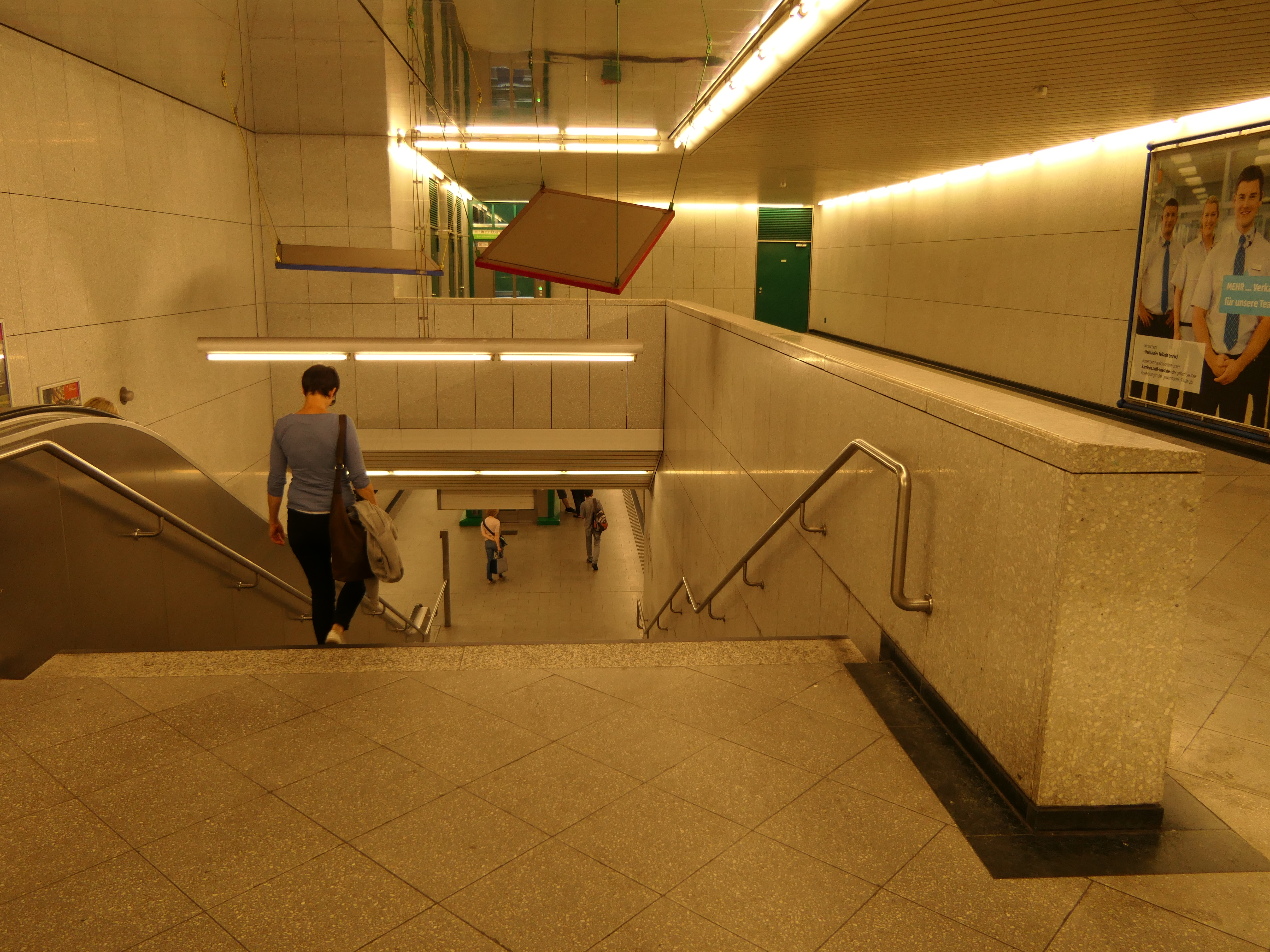
Abgang von der Verteilerebene zur Bahnsteigebene
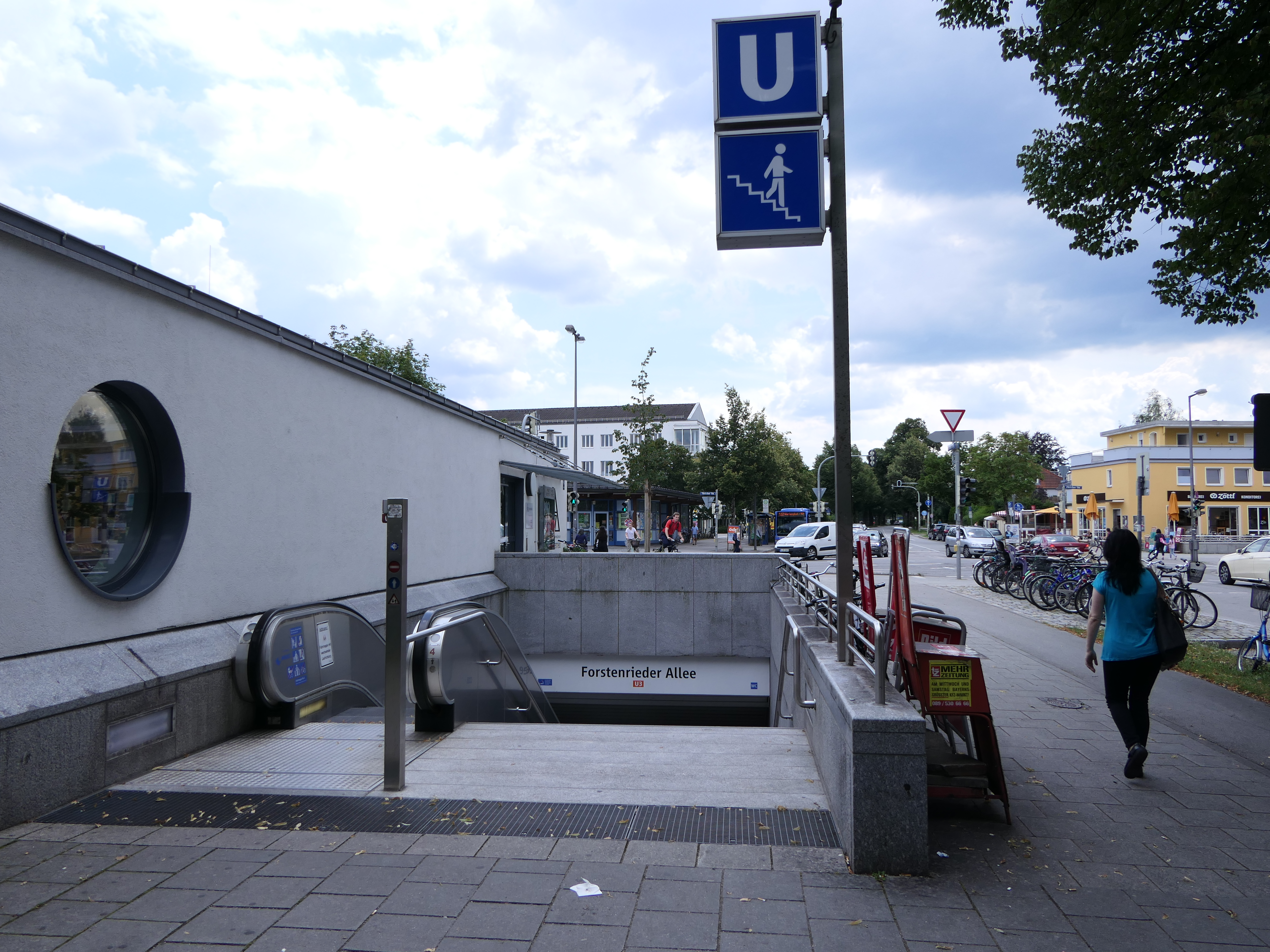
Zugang an der Oberfläche

| Linie | Linienverlauf |
| ----- | --- |
| U3    | Moosach – (797 m) – Moosacher St.-Martins-Platz – (880 m) – Olympia-Einkaufszentrum – (1416 m) – Oberwiesenfeld – (1061 m) – Olympiazentrum – (944 m) – Petuelring – (832 m) – Scheidplatz – (793 m) – Bonner Platz – (1042 m) – Münchner Freiheit – (579 m) – Giselastraße – (744 m) – Universität – (788 m) – Odeonsplatz – (640 m) – Marienplatz – (884 m) – Sendlinger Tor – (843 m) – Goetheplatz – (677 m) – Poccistraße – (624 m) – Implerstraße – (849 m) – Brudermühlstraße – (1149 m) – Thalkirchen – (1129 m) – Obersendling – (785 m) – Aidenbachstraße – (782 m) – Machtlfinger Straße – (1195 m) – Forstenrieder Allee – (808 m) – Basler Straße – (936 m) – Fürstenried West |